# Matthias Schulz (Musiker)
Matthias (Maetze) Schulz (* 6. Mai 1967 in Karlsruhe) ist ein deutscher Musiker, Komponist und Produzent.

## Leben und Werdegang
Schulz hat sich schon in jungen Jahren der Musik verschrieben, als er als Jugendlicher in der Band „Just for Fun“ als Keyboarder oder als Frontman mit rockiger Stimme auf regionalen Bühnen auftrat. Um auch eigene Songs produzieren zu können, richtete er sich während seiner Tätigkeit als Technischer Leiter von Radio Merkur Mittelbaden (1988–1993) im Dachgeschoss des elterlichen Betriebes im Gaggenauer Stadtteil Bad Rotenfels ein eigenes kleines Tonstudio ein. Nach der Auflösung des Senders tat er den endgültigen Schritt in die Studio- und Musikerselbständigkeit und produzierte fortan vor allem mit dem Songwriter, Produzent und Gitarristen Thomm Jutz, der als Musiker und Produzent in Nashville lebt und arbeitet, CDs für Künstler, und sie spielten in ihrer eigenen Band, die seit den 1990er Jahren in veränderten Besetzungen auftritt. Aus seiner Begeisterung für verschiedene Musikrichtungen kristallisierte sich im Laufe der Jahre auch eine Leidenschaft für den Blues heraus, Erfahrungen sammelte er an der Basis in New Orleans als Straßenmusiker und fand die Erfüllung in der Zusammenarbeit mit „The Big Voice of New York“, dem 2020 verstorbenen Sidney Selby.
Folk- und Countrymusik mit Richard Dobson, einem amerikanischen Singer-Songwriter hatte einen ebenfalls festen Platz in Maetze Schulz Tournee- und Auftrittsplan und haben ihn intensiv geprägt.
Heute verbindet Maetze Schulz und die Band eine Zusammenarbeit im In- und Ausland mit dem Entertainer und Sänger Eric Prinzinger in dessen Elvis-Presley-Bühnenshow. Zuletzt stand er mit der Band „Cream of Clapton“ (C.o.C.-Band.) auf der Bühne, eine fünfköpfige Band, die Musik aus Eric Claptons Zeit bei Cream, Blind Faith, Derek & The Dominos interpretieren.
Als Ausgleich zu seinen Bühnenshows und Tourneebegleitungen komponiert der Musiker Bühnenmusiken, begleitet musikalische Revuen am Klavier, und macht Sprachaufnahmen für Hörspiele und Hörbücher. Er komponiert die Musiken zu den Hörspielen (meist) selbst.
Matthias Schulz lebt in Baden-Baden und ist in zweiter Ehe mit der Schauspielerin, Regisseurin und Autorin Cornelia Bitsch verheiratet.

## Theatermusiken und Chansons
- Schwarzwald(l)eben (UA 2022/Musik Maetze Schulz) von Cornelia Bitsch
- Robin Hood (2019) Buch und Regie Cornelia Bitsch(unter Einarbeitung der Stückvorlage von Klaus–Hagen Latwesen)
- In 80 Tagen um die Welt (UA 2014) Buch und Regie von Cornelia Bitsch (nach dem Roman von Jules Verne)
- Süffiges Wein-Karussell von Cornelia Bitsch (UA 2014)
- Schwarzwald-Kirsch & Co. KG (UA 2013) von Cornelia Bitsch
- Michel aus Lönneberga von Astrid Lindgren (2012)
- Arsen und Spitzenhäubchen von Joseph Kesselring (UA 2011)
- Ein Mittsommernachtstraum von William Shakespeare (UA 2010)
- D’Artagnans Tochter von Thomas Finn/Volker Ullmann (UA 2009)
- Dracula oder wie es sich wirklich zugetragen hat (UA 2007) von Cornelia Bitsch
- Einen Jux will er sich machen von Johann Nestroy (2006)
- Die drei Musketiere von Axel Plogstedt nach A. Dumas (2004)
- Das Mädchen mit den Schwefelhölzchen (UA 2003 Bregenzer Festspiele) von Christian Schittenhelm/Muriel Coër nach Hans Christian Andersen – Deutsche Fassung und Lyrics Cornelia Bitsch, Matthias Schulz

## Hörspiele
- Tom Sawyers Abenteuer (nach Mark Twain) Hörspiel von Cornelia Bitsch
- Der Seewolf (nach Jack London) Hörspiel von Cornelia Bitsch
- In 80 Tagen um die Welt (nach Jules Verne) Hörspiel von Cornelia Bitsch
- Märchen in französischer Sprache von Cornelia Bitsch

1. La Belle au Bois dormant
2. Madame Hollé
3. La Princesse aux cheveux d’or
4. Jean Rouge Gorge
5. Le chat Botté
6. Cendrillon
7. Le petit chaperon rouge
8. Blanche Neige et les sept nains
9. Neige Blanche et Rose Rouge
10. Barbe Bleue

## Hörbücher
- Marnie von Winston Graham (gelesen von Jens Wawrczeck)

### Tiergeschichten (1992)
1. Bären (MJ 13501)

2. Pinguine

3. Robben

4. Dachse

5. Katzen

6. Igel

7. Biber

8. Hamster

9. Pferde

10. Mäuse

### Tiergeschichten (1993)
11. Füchse

12. Eichhörnchen

13. Rehe (MJ 13513)

14. Löwen

15. Tiger

16. Feld-Hasen

17. Steinböcke

18. Murmeltiere

19. Steinadler

20. Zug-Vögel

### Tiergeschichten (bis 2019)
21. Fischadler

22. Auerhähne

23. Pandabären

24. Gämse

25. Bergziegen

26. Einheimische Singvögel (MJ 13526)

27. Wölfe

28. Habichte

29. Kängurus (MJ 13529)

30. Kühe

31. Pelikane

32. Wiesel

33. Leoparden

34. Geparde

35. Wildschweine

36. Störche

37. Luchse

38. Fischotter

39. Meerschweinchen

40. Delphine

41. Pumas

42. Papageien

43. Bisons

44. Präriehunde

45. Rothirsche

46. Kuckucke

47. Koalabären

48. Eisbären

49. Blauwale

50. Zierfische

51. Mörderwale

52. Albatrosse (MC MJ 13552)

## Wirken als Produzent
- Jill Morris, Album: One Of Those Days, Track: "This Is Not One Of Those Days"
- Fidèle à Brel: d’Madam spaziert diss Ärschele in Strossburi erum”
- Guitar crusher, Album How I Feel, Track: „I can stop Everything“
- Richard Dobson, Album Global Village Garage, Track: “Gator Balt”
- Richard Dobson, Album Global Village Garage, Track: “The Long Line”